# The Gentle Storm
The Gentle Storm ist eine niederländische Progressive-Rock-/Folk-Band. Die Band steht bei InsideOut Music unter Vertrag und hat bislang ein Studioalbum veröffentlicht.

## Geschichte

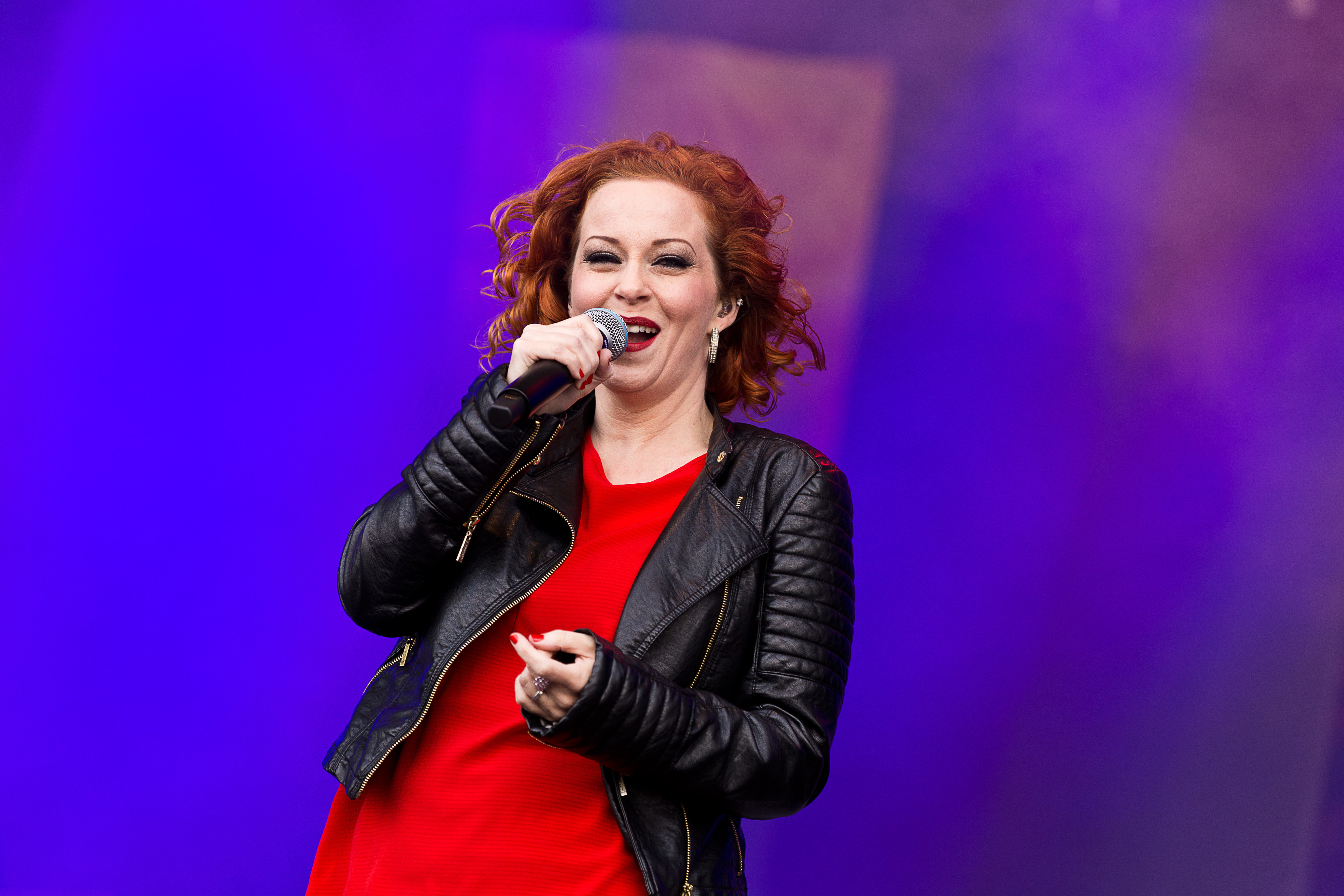
Anneke van Giersbergen auf dem Rockharz 2015

Nach der Veröffentlichung des Ayreon-Albums The Theory of Everything fiel der Gitarrist Arjen Lucassen nach eigener Aussage in ein „kreatives schwarzes Loch“ und wusste nicht, was er als Nächstes machen sollte. Über seine Facebook-Seite befragte er seine Fans, was sie sich von ihm wünschen würden. Dabei sprachen sich etwa gleich viele Personen für ein hartes und für ein weiches Album aus. Da Lucassen sich nicht entscheiden konnte und kein Album schreiben wollte, das beide Seiten vereint, begann er damit, von jedem Lied zwei Versionen zu schreiben. Eine Version enthält die Lieder im progressiven Metal, die andere ruhigere, folkloristische Versionen.
Lucassen suchte nun nach einer passenden Sängerin und dachte dabei an Anneke van Giersbergen. Mit der ehemaligen Sängerin von der Band The Gathering arbeitete Lucassen bereits auf den Ayreon-Alben Into the Electric Castle sowie 01011001 zusammen. Zufälligerweise rief van Giersbergen Lucassen in einer anderen Sache an und erwähnte eher beiläufig, dass beide „wieder einmal gemeinsam Musik machen sollten“. Lucassen präsentierte ihr daraufhin seine Idee, worauf van Giersbergen ihre Teilnahme zusagte. Für die Aufnahmen rekrutierte das Duo unter anderem dem Schlagzeuger Ed Warby (u. a. Gorefest), den Bassisten Johan van Stratum (Stream of Passion) und den Pianisten Joost van den Broek (u. a. After Forever).

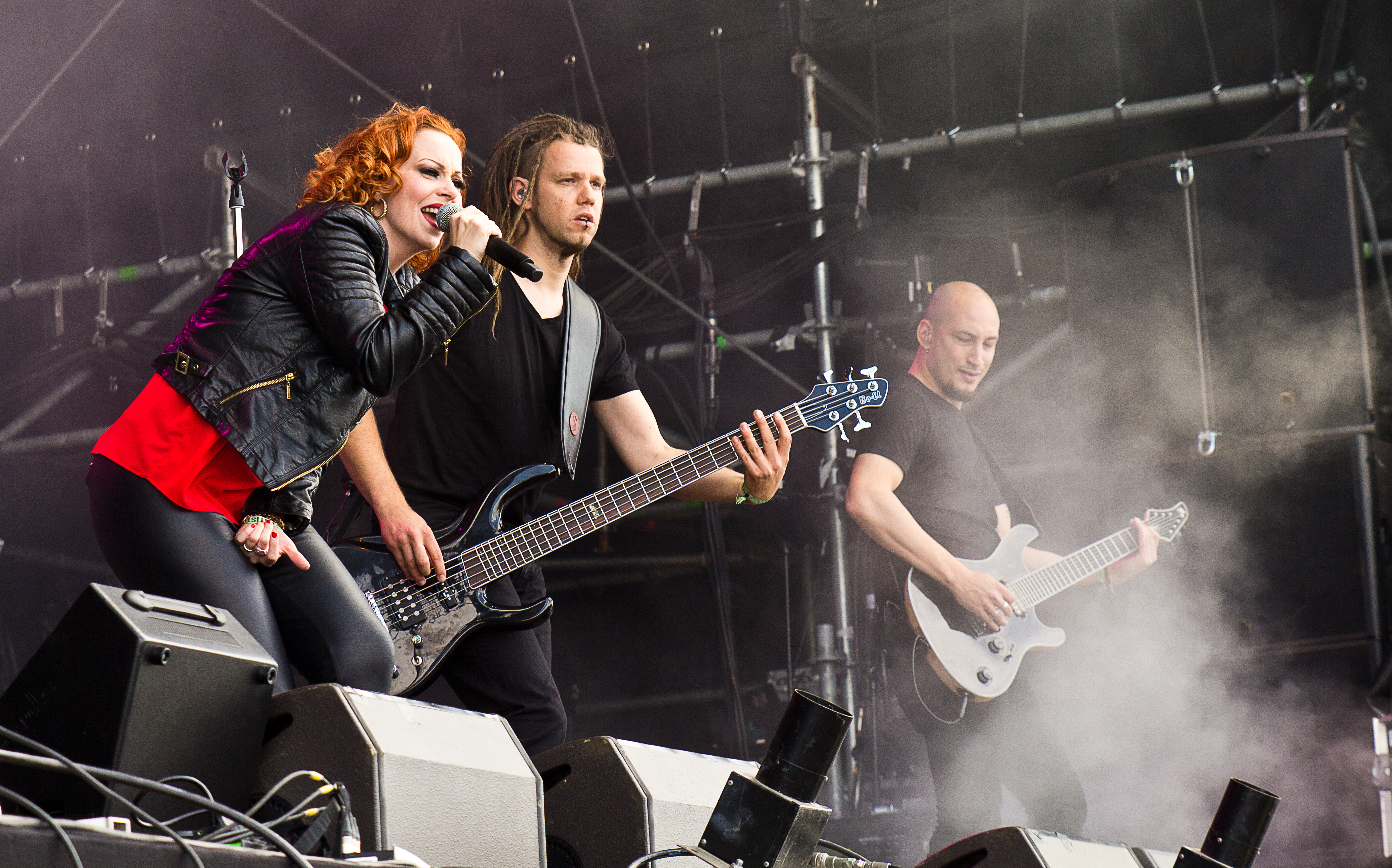
The Gentle Storm auf dem Rockharz 2015 in Ballenstedt.

Das Debütalbum The Diary erschien am 20. März 2015 über InsideOut Music und erreichte Platz sechs der niederländischen, Platz 38 der deutschen und Platz 62 der Schweizer Albumcharts. Die von Anneke van Giersbergen geschriebenen Texte erzählen die Geschichte eines niederländischen Liebespaares im 17. Jahrhundert. Der Mann ist Seefahrer, während seine Frau zu Hause bleibt. Das Paar schreibt sich gegenseitig Briefe, die oft monatelang unterwegs sind. Um historisch korrekte Texte zu erhalten konsultierten beide Musiker einen Historiker, der sich zufälligerweise als Fan von Ayreon und The Gathering entpuppte. Für die Lieder Heart of Amsterdam und Shores of India wurden Musikvideos gedreht.
Abgesehen von einigen Akustikkonzerten wird Arjen Lucassen nicht mit The Gentle Storm auf Tournee gehen. Als Gitarristen treten Ferry Duijsens und Merel Bechtold (u. a. MaYaN) sowie Marcela Bovio (Stream of Passion) als Backgroundsängerin auf. The Gentle Storm spielten 2015 auf den Festivals Wacken Open Air, dem Rockharz Open Air und dem Night of the Prog und 2016 auf dem ProgPower USA.

## Diskografie

### Alben
- 2015: The Diary (InsideOut Music)

### Musikvideos
- 2015: Heart of Amsterdam
- 2015: Shores of India